# Балкански щипок
Sabanejewia balcanica е вид лъчеперка от семейство Cobitidae. Видът не е застрашен от изчезване.

## Разпространение
Разпространен е в Австрия, Албания, Босна и Херцеговина, България, Гърция, Молдова, Полша, Северна Македония, Румъния, Словакия, Словения, Сърбия, Турция, Украйна, Унгария, Хърватия, Черна гора и Чехия.

## Описание
На дължина достигат до 9 cm.